# Siwiałka
Siwiałka – wieś kociewska w Polsce położona w województwie pomorskim, w powiecie starogardzkim, w gminie Starogard Gdański przy drodze wojewódzkiej nr . W kierunku zachodnim od Siwiałki znajduje się jezioro Godziszewskie. W Siwiałce zlokalizowane jest również osiedle domków letniskowych, remiza, sklep i kąpielisko gminne.
W latach 1975–1998 miejscowość położona była w województwie gdańskim.